# Buzz! Junior: Robo Jam
Buzz! Junior: Robo Jam (prt: Buzz! Junior: Robot Mania) é um jogo familiar de 2007 para o Sony PlayStation 2, e é o segundo jogo da série Buzz! Série júnior de jogos. A jogabilidade inclui vários mini-jogos, cada um bastante simples e direto de jogar usando os quatro jogos Buzz! controladores. Destina-se principalmente ao mercado familiar, mas oferece entretenimento atraente para quase qualquer pessoa de qualquer idade. O jogo simples permite que as crianças participem, ao mesmo tempo que se divertem o suficiente para crianças mais velhas e adultos. O jogo é semelhante em conceito ao Jungle Party, com minijogos baseados em robôs em um ambiente com tema espacial. Uma das principais diferenças entre Jungle Party e Robo Jam é a introdução da IA, permitindo aos jogadores jogar contra o computador. Ao contrário do Jungle Party, não há modo de jogo solo. Um jogo completo pode ser jogado com apenas um jogador humano e três jogadores de computador.
Buzz! Junior: Robo Jam ganhou o prêmio do Júri Infantil Giga Maus em 2007.

## Jogabilidade
A jogabilidade inclui vários mini-jogos, cada um bastante simples e direto de jogar usando os quatro jogos Buzz! controladores. Destina-se principalmente ao mercado familiar, mas oferece entretenimento atraente para quase qualquer pessoa de qualquer idade. O narrador (Phil Hayes) apresenta cada minijogo e descreve como jogá-lo. O jogo simples permite que crianças pequenas participem enquanto os minijogos são divertidos o suficiente para crianças mais velhas e adultos. O jogo é semelhante em conceito ao Jungle Party, com minijogos baseados em robôs em um ambiente com tema espacial. Uma das principais diferenças entre Jungle Party e Robo Jam é a introdução da IA, permitindo aos jogadores jogar contra o computador. Ao contrário do Jungle Party, não há modo de jogo solo. Um jogo completo pode ser jogado com apenas um jogador humano e três jogadores de computador.

## Desenvolvimento
Robo Jam foi co-desenvolvido pela Magenta Software e FreeStyleGames . Magenta forneceu o motor e dezenove dos vinte e cinco minijogos enquanto o Freestyle forneceu os seis minijogos restantes. A Cohort Studios desenvolveu uma versão para PlayStation 3 do jogo que foi lançada na PlayStation Store em 14 de maio de 2009, que incluía suporte para troféus e suporte para controladores Sixaxis e/ou Dualshock 3.

## Recepção
Buzz! Junior: Robo Jam recebeu críticas geralmente mistas dos críticos, mantendo uma pontuação de 67,53% no GameRankings com base em 17 análises. Greg Miller da IGN deu ao jogo um 6.5/10 e disse que o jogo "não é bonito ou profundo, mas é um jogo sólido para famílias ocasionalmente se reunirem. Chad Sapieha da Common Sense Media, no entanto, deu ao jogo 2 estrelas e uma avaliação on para maiores de 7 anos e disse que "os minijogos são, em geral, bem executados e bastante divertidos", o jogo foi criticado por sua falta de minijogos e que o jogo não contém "atividades de bônus desbloqueáveis, galerias de arte e personagens secretos.". Apesar de suas críticas mistas, Buzz! Junior: Robo Jam ganhou o prêmio do Júri Infantil Giga Maus em 2007.